# Blocco elettrico conta-assi
Il blocco elettrico conta-assi (o più semplicemente blocco conta-assi, acronimo BCA) è un tipo di sistema di blocco ferroviario.

## Caratteristiche
Il blocco conta-assi consiste in un complesso di dispositivi che nei sistemi ferroviari hanno la funzione di rilevare un treno in circolazione in una determinata tratta, contribuendo così a garantire un regime di circolazione sicuro producendo informazioni indispensabili alla regolazione del distanziamento tra treni, e della loro protezione.

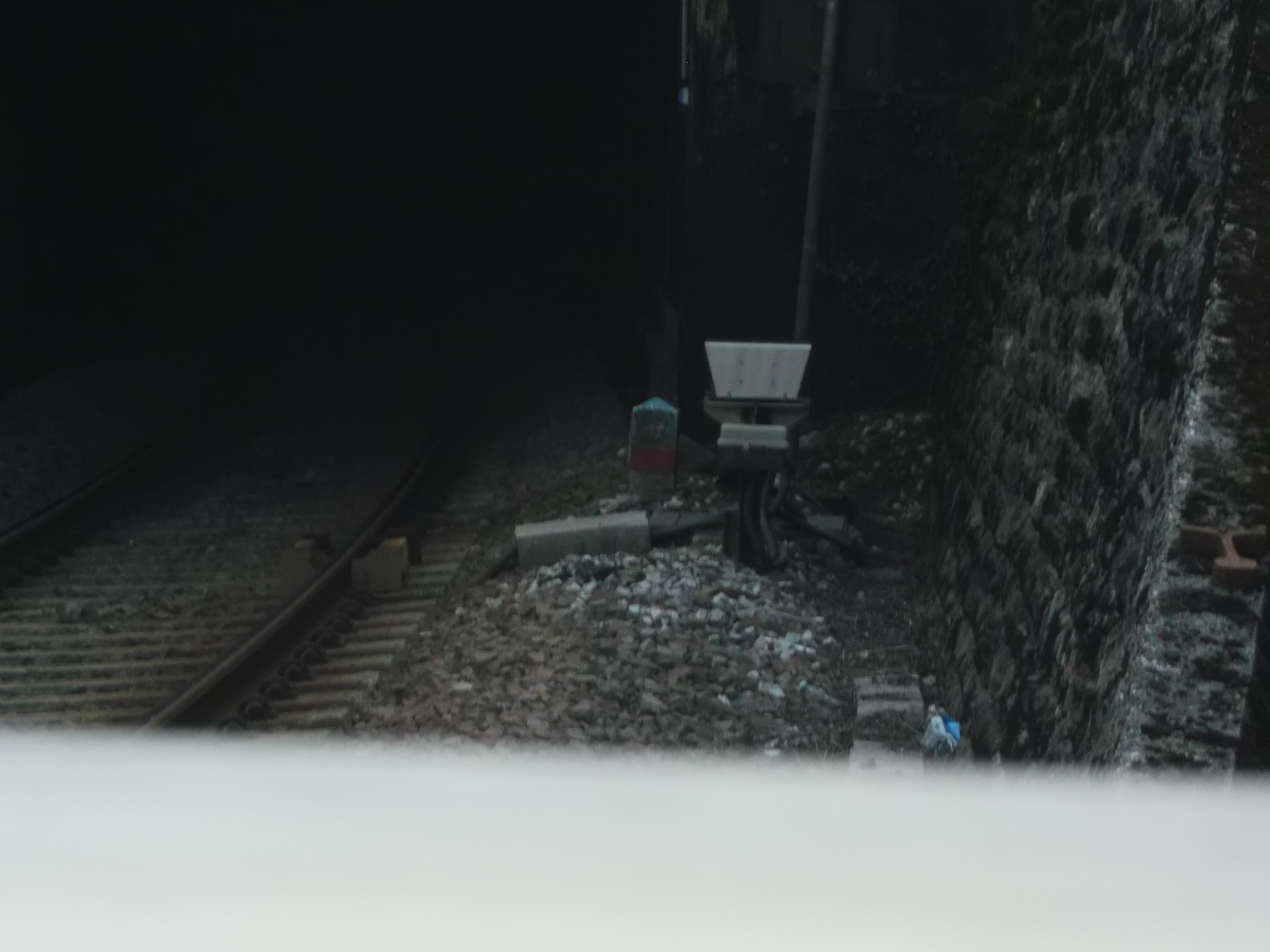
Picchetto posto in corrispondenza del dispositivo di conteggio degli assi

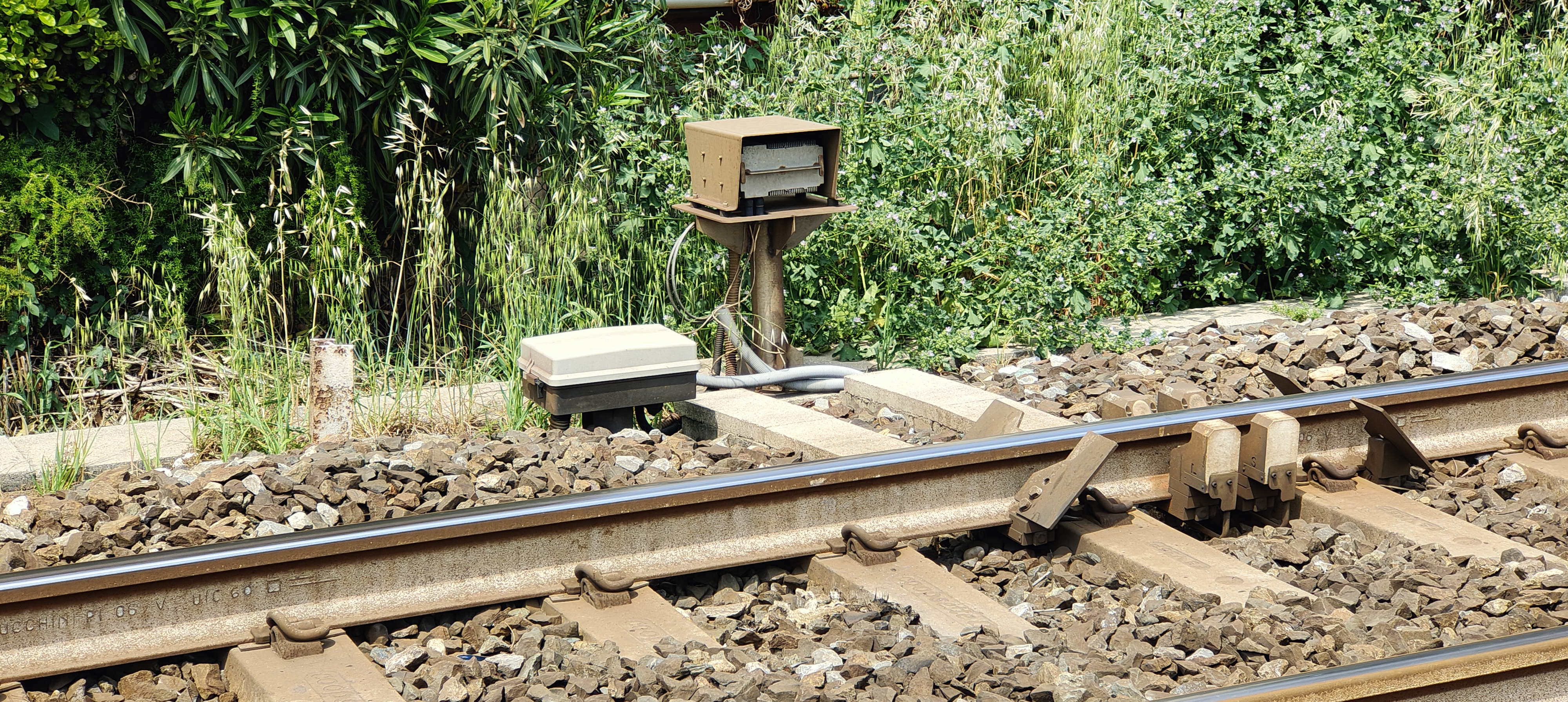
Pedale conta-assi di tipo elettromagnetico, la cui funzione è di rilevare il numero degli assi transitati in entrata o in uscita da una sezione di binario

Nelle tratte ferroviarie in cui è implementato, il controllo di occupazione di una sezione di blocco è effettuato tramite una coppia di "pedali conta-assi" ubicati agli estremi della sezione, apparecchiature che contano rispettivamente gli assi in entrata e quelli in uscita.
Dalla differenza tra i due conteggi, in ogni istante, si produce automaticamente l'informazione sull'occupazione della tratta stessa (la tratta è libera se i conteggi sono uguali e la loro differenza quindi nulla).
Tale informazione, trasformata in segnale elettrico, può essere inviata direttamente all'impianto di segnalamento (che ne viene comandato automaticamente); oppure può essere inviata agli apparati centrali (siano essi di stazione o di controllo centralizzato del traffico) che a loro volta se ne servono (grazie o meno all'intervento umano a seconda dei casi) per comandare in sicurezza l'impianto di segnalamento e i deviatoi, e in questo modo predisporre i corretti itinerari da far percorrere ai treni; infine in molti casi l'informazione di occupazione può essere inviata sia all'impianto di segnalamento che agli apparati centrali.

### Prima generazione
Le prime installazioni di blocco elettrico conta-assi, sono state installate a cavallo degli anni '80 sulla linea Ferrara-Rimini, ai tempi in fase di riclassamento, utilizzando soluzioni differenti rispetto a quelle fino a quel momento utilizzate e consistenti in ACEI di tipo semplificato e blocco elettrico conta-assi del tipo SIEMENS a moto-contatore. In questa prima generazione di blocco, infatti, il conteggio degli assi veniva effettuato con tale dispositivo che si spostava di una posizione per ogni asse contato mentre, all'uscita dalla sezione, un movimento inverso ne causava il regresso. Se il moto-contatore ritornava sulla posizione di zero, la sezione veniva considerata libera.
Tale sistema di blocco fu adottato su varie linee italiane (Vercelli-Valenza, Chivasso-Casale, Roma-Viterbo, Foggia-Potenza, Brescia-Olmeneta e altre) fino all'avvento di sistemi di tipo elettronico, apparsi a fine anni '80.

### Seconda generazione
La seconda generazione di blocco elettrico conta-assi è apparsa verso la fine degli anni '80 con i sistemi ITT e SILIANI. Quest'ultimo utilizzava due testate di blocco, una unità detta MASTER e collocata nella località di servizio ove viene eseguito il conteggio degli assi e una unità detta SLAVE che riceve le informazioni dalla prima. Per il conteggio degli assi vengono utilizzati dei pedali chiamati "elettronici negativi" che determinano il passaggio di un rotabile tramite l'alterazione del campo magnetico dovuta al passaggio del bordino della ruota. In questo caso, le informazioni dell'unità master vengono confrontate con quelle ricevute dall'unità slave e se la differenza degli assi è pari a zero la sezione viene ritenuta libera.
A partire dagli anni '90, sempre a partire dagli stessi principi o comunque su principi similari vengono sviluppati anche il blocco elettrico conta-assi tipo THALES, tipo DUCATI e una nuova versione del SILIANI rinominato GETZ (in quanto la ditta che lo produceva è stata acquisita dalla GE Transportation Italia).

### Terza generazione
La terza generazione di blocco elettrico conta-assi non apporta significative modifiche a quanto visto per quello di seconda generazione, ma introduce una caratteristica di sicurezza volta ad evitare che la sezione rimasta occupata possa essere "liberata" artificialmente (mediante l'azionamento di una levetta) in presenza di determinate condizioni. In questa nuova versione, la funzione TLBca viene sdoppiata in TLBca(c) (condizionato), ad uso del Dirigente di Movimento o del Dirigente Centrale Operativo e TLBca(i) (incondizionato), ad uso del solo personale addetto alla manutenzione della linea. La versione condizionata può essere attivata solamente in determinate situazioni restringendo, di fatto, la possibilità di utilizzo ma aumentando la sicurezza in quanto diminuisce la probabilità che un indebito utilizzo possa portare ad un incidente ferroviario, in particolar modo sulle linee a semplice binario.

### Ulteriori sviluppi
La continua evoluzione dei sistemi di blocco ha portato, negli ultimi anni, alla nascita di un'ulteriore versione di blocco elettrico conta-assi denominato BCA-M (Blocco Conta Assi Multisezione) attualmente sviluppato dal produttore Bombardier. In questa tipologia di blocco si supera la tradizionale limitazione delle tre sezioni di blocco massime tra due Stazioni (nel caso di due Posti di Blocco Intermedi consecutivi) e, con l'utilizzo del segnalamento a tre aspetti (invece dei tradizionali due), è possibile da un lato aumentare di molto le capacità della linea e dall'altro, gestire la stessa in modo dinamico, potendo aumentare o ridurre alla bisogna le sezioni intermedie semplicemente ri-configurando il blocco stesso. In questa situazione le potenzialità e prestazioni del blocco elettrico conta-assi vengono ad essere quasi equiparabili a quelle del blocco automatico.

### Pedali

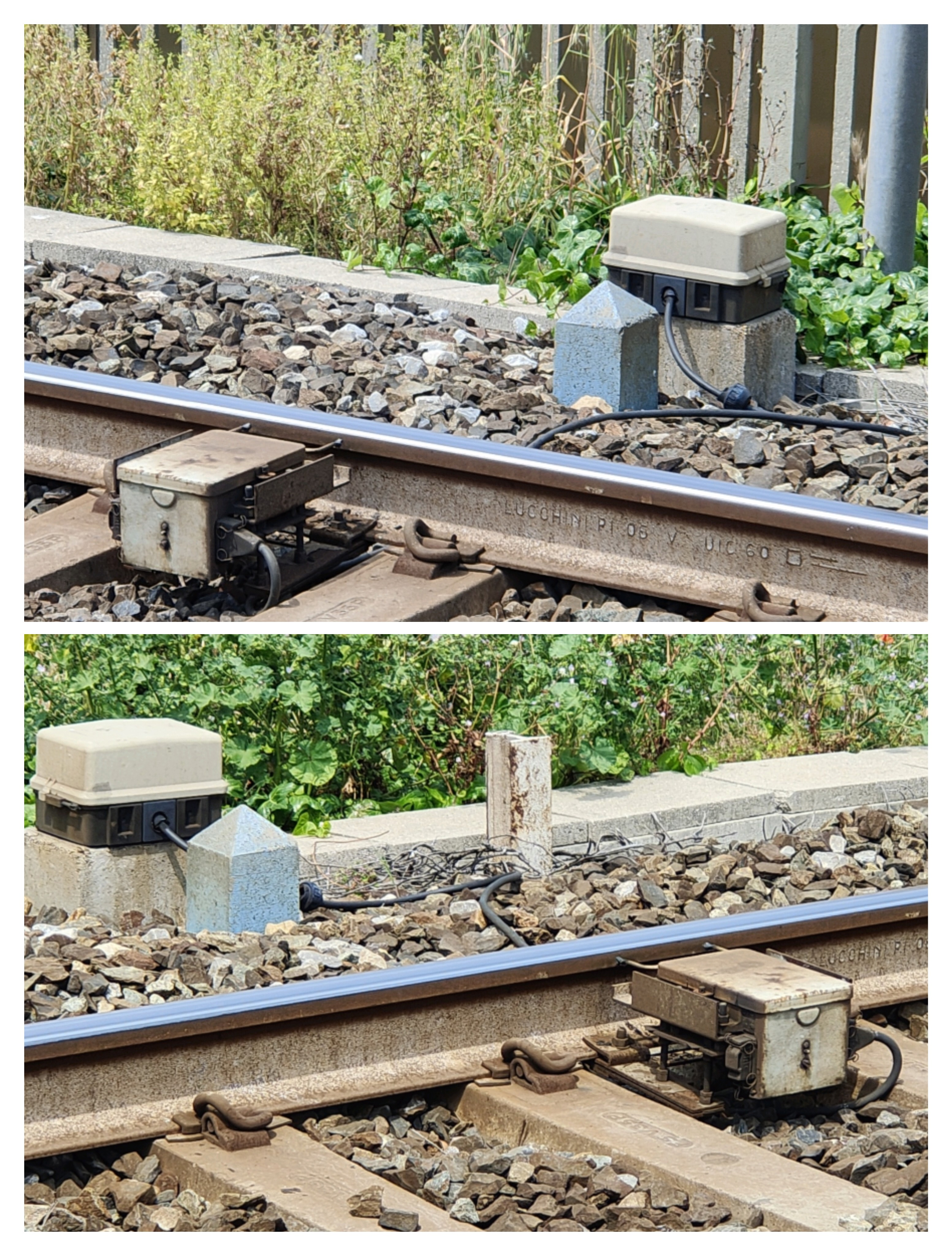
Pedale conta-assi bidirezionale, visto dai due lati, per PL automatici sistemato a dalla stazione di Pietra Ligure. Il modello nella foto funziona per azione del bordino delle ruote

I pedali conta-assi possono essere o meno direzionali, il caso in cui lo siano significa che sono in grado di rilevare oltre al passaggio del singolo asse anche la direzione di marcia dello stesso, consentendo quindi la marcia in entrambe le direzioni sul binario su cui sono installati. Inoltre forniscono maggiore sicurezza anche nella marcia in unica direzione, essendo sicuri rispetto al rischio di accidentale indietreggiamento di un treno eventualmente arrestatosi in corrispondenza del pedale, circostanza questa che con pedale non-direzionale comporterebbe errori di conteggio (gli assi già transitati sul pedale che indietreggiando lo riattivano nuovamente vengono contati più volte).

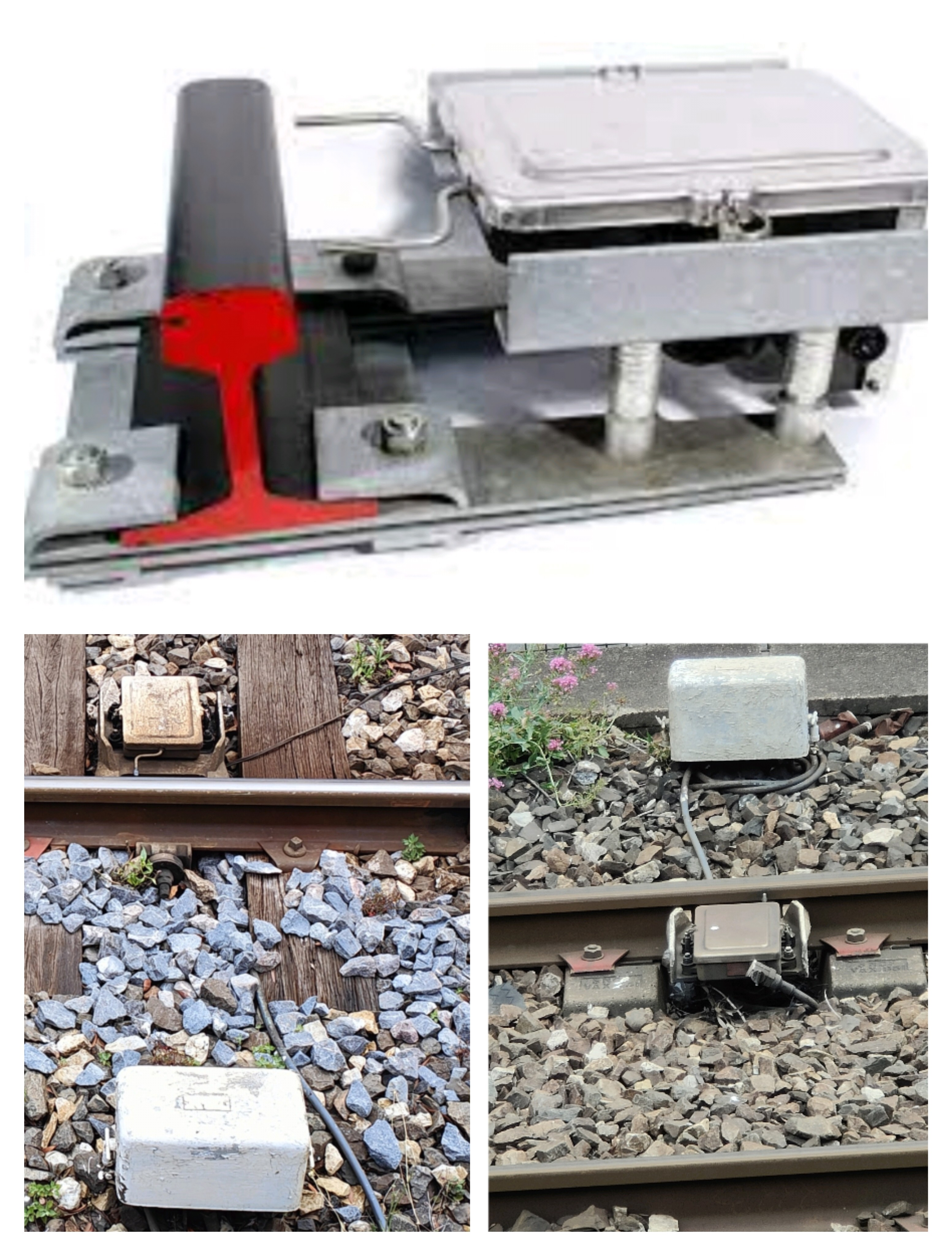
Pedale meccanico monodirezionale per passaggi a livello)

Il meccanismo del "pedale conta-assi" può essere realizzato con varie soluzioni tecniche, tra le quali si ricordano (per il caso non-direzionale):
- Pedale elettromagnetico/elettronico: costituito da un Interruttore elettrico con accoppiato un misuratore di campo magnetico, entrambi posti a lato interno della rotaia; il passaggio di un asse si rileva dalla perturbazione del campo magnetico;
- Contatto elettrico mobile in prossimità del bordo interno della rotaia, cortocircuitato dai bordini delle ruote;
- Pedale meccanico: pedale a leverismo appoggiato sul bordo interno della rotaia, che viene spostato dal passaggio del bordino della ruota (solo per basse velocità);
- Pedale idroelettrico: rilevatore di deformazione posto sotto la suola della rotaia tra due traverse, misura l'inflessione della rotaia, è solitamente realizzato con una camera a fluido.

In tutti i casi il dispositivo può essere reso direzionale se duplicato a brevissima distanza da un secondo pedale collegato al primo: l'ordine temporale di attivazione dei due pedali determina semplicemente la direzione di marcia. Negli impianti italiani, il tipo di pedale impiegato nel blocco conta-assi è di tipo elettromagnetico/elettronico.
I pedali possono essere denominati in diversi modi a seconda del loro scopo:
- pedale annuncio: ambito PL, rileva il passaggio del treno;
- pedale di comando: ambito PL, ne comanda la chiusura;
- pedale liberazione: libera una leva di apparato centrale elettrico o una maniglia di consenso di un istrumento di blocco;
- pedale conta-assi: ambito omonimo;
- pedale boccole calde: ambito rilevamento temperatura boccole o freni.

### Vantaggi e svantaggi
Trattandosi di una tecnologia inizialmente pensata per le linee secondarie a semplice binario, a partire dalla fine degli anni '90 il blocco elettrico conta-assi è stato anche installato su alcune linee a doppio binario ove non erano giustificabili i costi di installazione del Blocco Automatico o, in caso il programmato upgrade degli impianti di linea fosse pianificato a medio termine, per l'eliminazione del sistema di Blocco Elettrico Manuale che comportava la necessità di controllo della coda dei treni e il presenziamento della maggior parte degli impianti.
Se, quindi, da un lato, la sua installazione e manutenzione si è rivelata molto economica per l'ente gestore (sia per il basso costo che per la possibilità di eliminazione del personale), dall'altro, queste caratteristiche hanno necessitato di un compromesso relativo alla perdita di alcune funzionalità proprie del Blocco Automatico. Nel blocco elettrico conta-assi, infatti, non sono normalmente presenti circuiti di binario (ad eccezione, in alcuni casi, di quelli cosiddetti di "ricoprimento" e posizionati nelle località di servizio) e non è quindi possibile né conoscere con certezza la posizione del treno all'interno della tratta (essendo installato, a meno dell'uso del BCA-M, su tratte anche molto lunghe dai 7-8 Km fino anche a 18-20 Km), né identificare in tempo eventuali ostacoli che, cortocircuitando le rotaie, potrebbero informare il treno e/o gli impianti della loro presenza, né determinare l'integrità dell'infrastruttura (per semplice rottura di una rotaia o per via di eventi meteorologici/naturali avversi). A tal proposito si pensi che, durante l'alluvione del Tanaro del 1994 sulla linea Bra-Ceva (allora ancora aperta e definitivamente chiusa a seguito del medesimo) a seguito del crollo di un ponte che lasciò i soli binari sospesi nel vuoto, tra le Stazioni di Cherasco e Monchiero-Dogliani, il blocco elettrico conta-assi risultava pienamente efficiente segnalando l'intera sezione come libera da treni, in quanto il cavo di relazione tra le due stazioni era rimasto anch'esso sospeso nel vuoto, ma completamente integro. Un ipotetico treno che fosse transitato in quel momento non avrebbe avuto, quindi, impedimenti e sarebbe precipitato nel fiume in piena.
Non da ultima, va considerata l'assenza della possibilità di avere la Ripetizione dei Segnali in macchina. Non essendo il blocco elettrico conta-assi dotato di giunti, infatti, le rotaie sono composte da un'unica saldatura continua da una località di servizio all'altra (salvo necessità particolari come quella della presenza di passaggi a livello all'interno di una fermata) cosa che rende impossibile l'installazione della ripetizione dei segnali del tipo a circuiti di binario, sia per quanto riguarda il blocco elettrico conta-assi di tipo tradizionale sia per quanto riguarda quello di tipo multisezione.
Sono attualmente in fase di sperimentazione dei sistemi di Ripetizione dei Segnali a frequenza fonica e integrabili in quest'ultima tipologia di blocco e quindi non esiste, allo stato attuale, alcuna installazione "di serie".